# Diedrich Konrad Muhle
Diedrich Konrad Muhle (* 13. August 1780 in Ovelgönne; † 6. September 1869 in Oldenburg) war ein deutscher Pfarrer und Chronist.

## Leben
Muhles Eltern waren der Pupillenschreiber Hinrich Muhle und dessen zweite Frau Margarethe Elisabeth. Ab 1797 war er Schüler am Oldenburger Gymnasium. Von 1800 bis 1803 folgte ein Studium der Theologie an der Universität Helmstedt. Nach dem Studium war er als Hauslehrer in Ellwürden und Rodenkirchen angestellt. Nach seinem zweiten theologischen Examen im Jahr 1809 bekam er im Jahr 1810 eine Anstellung als Katechet in Berne. 1815 wurde er Pfarrer in Hude. Nach dem Tod seiner Eltern musste Muhle auch seine Geschwister ernähren, aufgrund seines geringen Einkommens hatte er deshalb jahrelang große finanzielle Sorgen. Im Jahr 1834 wurde Muhle nach Schwei versetzt, wo er als Pfarrer tätig war. Jedoch kam er seinen Pflichten nicht ausreichend nach, weshalb er eine strenge Mahnung vom Konsistorium erhielt, das ihm mit Entlassung drohte. Nach über zwanzig Jahren in Schwei litt Muhle an einer Fußkrankheit und ließ sich für den Rest seines Lebens beurlauben. Er zog nach Oldenburg, wo er im hohen Alter von 89 Jahren starb.
Muhle positionierte sich politisch konservativ und lehnte jegliche liberalen oder fortschrittlichen Ideen ab. Aufgrund seines ausgeprägten Interesses an der Geschichte verfasste er diverse Schriften zur Geschichte Oldenburgs. Jedoch wurde nur ein Teil dieser Arbeiten veröffentlicht. Eine große Leistung ist die Verfassung von zwei ausführlichen Chroniken der Kirchspiele Hude und Schwei.

## Familie
Am 15. April 1811 heiratete Muhle seine Cousine Sophie. Aus der Ehe gingen eine Tochter und acht Söhne hervor.

## Rezeption
Georg Sello arbeitete ebenso wie Muhle zum Kloster Hude, in seinem Werk Das Cisterzienserkloster Hude bei Oldenburg kritisierte er Muhle und seine Arbeitsweise scharf und bezeichnete ihn als „[der] naive, eifrige und leichtgläubige Chronist“. Auch Hans Friedl bezeichnet Muhles historische Arbeiten in seinem biographischen Artikel als „völlig unbrauchbar“, jedoch betont er den Wert der beiden Chroniken als „zum Teil sozialgeschichtliche Materialsammlung für die regionale Geschichte in der ersten Hälfte des 19. Jahrhunderts“.

## Werke
- Nachrichten über das Kirchspiel Hude (verfasst:1815–1823), Pfarrarchiv Hude, Abschrift in der Landesbibliothek Oldenburg (LBO); Auszug: Das Kloster Hude im Herzogtum Oldenburg. Oldenburg 1826.
- Chronik von Hude, Pfarrarchiv Hude, Abschrift in der LBO; Auszug: Tabelle zur Geschichte des Kirchspiels Hude. In: Oldenburgische Blätter, Nr. 26, 1824.
- Denkmahl der Sturmfluth 1825, MS, LBO; Geschichte des Stedingerlandes im Mittelalter. In: Christian Friedrich Strackerjan: Beiträge zur Geschichte des Großherzogtums Oldenburg, Bd. 1, Bremen 1837.
- Genealogie des aller durchlauchtigsten Hauses Oldenburg. MS, LBO; Oldenburgische Geschichte. Bd. 1, 1835.
- Verzeichnis der evangelischen Prediger im Herzogtum Oldenburg (für die Zeit 1510–1808), MS, StAO.
- Schweyer Chronik, 2 Bde., (verfasst 1834–1860), MS, Pfarrarchiv Schwei, Abschriften in der LBO, in der Bibliothek der Oldenburgischen Landschaft sowie im Niedersächsischen Landesarchiv, Standort Oldenburg (StAO).